# Juillet 1825

## Événements
- Les insurgés grecs sollicitent le protectorat britannique.

- 11 juillet : Charles X menace de reconquérir Haïti et envoie une flotte de 14 vaisseaux. Le président Jean Pierre Boyer doit signer un traité selon lequel la France ne reconnaissait l'indépendance du pays qu'en échange d'une indemnité de 150 millions de francs-or (la somme sera ramenée en 1838 à 90 millions de francs).
  - La reconnaissance de l’indépendance de Saint-Domingue amène l’émission d’un emprunt de 150 millions de francs destiné à indemniser les colons, qui ne sera pas honoré par la république d’Haïti. L’indemnisation des propriétaires fonciers victimes des mesures révolutionnaires coûte bien plus cher (loi sur le milliard).

## Naissances
- 9 juillet : Jules Oppert (mort en 1905), assyriologue français.
- 31 juillet : August Beer (mort en 1863), mathématicien, chimiste et physicien allemand.

## Décès
- 24 juillet : Nicolas Maurice Chompré (né en 1750), administrateur, diplomate, mathématicien et physicien français.